# 张福范
张福范（1918年—1989年），男，江苏吴江人，中国弹性力学家，曾任清华大学教授，国家教委材料力学课程教学指导组组长。